# Robert Kilroy-Silk
Robert Michael Kilroy-Silk (ur. 19 maja 1942 w Birmingham) – brytyjski polityk i prezenter telewizyjny, poseł do Izby Gmin, eurodeputowany VI kadencji.

## Życiorys
Kształcił się m.in. w London School of Economics, był wykładowcą politologii na University of Liverpool w latach 1966–1974.
W latach 1974–1983 był laburzystowskim posłem do Izby Gmin z okręgu Ormskirk, a następnie do 1986 z okręgu Knowsley North. W 1986 zrezygnował z mandatu, aby poświęcić się karierze dziennikarskiej.
Od 1986 do 2004 był prezenterem telewizyjnym. Prowadził m.in. talk-show Kilroy w BBC, który wycofano po opublikowaniu przez niego artykułu prasowego w „Sunday Express” uznanego za obraźliwy wobec islamu i muzułmanów. Od 2001 prowadził także show Shafted na antenie ITV.
Do polityki powrócił, gdy w wyborach w 2004 uzyskał mandat posła do Parlamentu Europejskiego z listy Partii Niepodległości Zjednoczonego Królestwa (UKIP). Na początku 2005 wystąpił z tego zakładając nową partię Veritas, którą kierował przez kilka miesięcy. W PE początkowo był członkiem grupy Niepodległość i Demokracja, jednak już jesienią 2004 został deputowanym niezrzeszonym. Pracował w Komisji Kultury i Edukacji. W Europarlamencie zasiadał do 2009. Nie ubiegał się o reelekcję.